# Список католических деканатов Беларуси
Список католических деканатов Беларуси, административно входящих в состав Минско-Могилевского архидиоцеза, Гродненского диоцеза, Пинского диоцеза, Витебского диоцеза Римско-католической церкви.

## Минско-Могилёвский архидиоцез

### Бобруйский деканат
Бобруйский деканат — деканат Минско-Могилевского архидиоцеза Римско-католической церкви. Состоит из 6 приходов.
| № | Населённый пункт / приход                                | Пастор / админ   | Костёл                                                                                        | Фотографий |
| - | -------------------------------------------------------- | ---------------- | --------------------------------------------------------------------------------------------- | ---------- |
| 1 | Осиповичи Приход Милосердия Божия                        |                  | Костел Божьего Милосердия                                                                     |            |
| 2 | Бобруйск Приход Непорочного Зачатия Пресвятой Богородицы | О.Андрей Ярковец | Костёл Непорочного Зачатия Пресвятой Девы МарииЧасовня -усыпальница Забелло в деревне Изюмово |            |
| 3 | Глуск Приход св. Анна                                    |                  | Костёл Святой Анны                                                                            |            |
| 4 | Елизово Приход Успения Пресвятой Девы Марии              |                  | Костёл Успения Пресвятой Девы Марии                                                           |            |
| 5 | Казимиров Приход св. Иосифа                              |                  | Костел Святого Иосифа                                                                         |            |
| 6 | Кличев Приход Пресвятой Девы Марии Фатимской             |                  | Костёл Пресвятой Девы Марии Фатимской                                                         |            |

### Борисовский деканат
Борисовский деканат — деканат Минско-Могилевской архидиоцеза Римско-католической церкви. Состоит из 14 приходов.
| №  | Населённый пункт / приход                                          | Пастор / админ     | Костёл                                                  | Фотографий |
| -- | ------------------------------------------------------------------ | ------------------ | ------------------------------------------------------- | ---------- |
| 1  | Богушевичи Приход Тела Христова                                    | О.Андрей Фёдоров   | Костёл Божьего Тела                                     |            |
| 2  | Борисов Приход Рождества Пресвятой Девы Марии                      |                    | Костёл Рождества Пресвятой Девы Марии                   |            |
| 3  | Борисов Приход Сошествия Святого Духа                              | О.Алексей Романчук | Костёл Сошествия Святого Духа                           |            |
| 4  | Берёзино Приход Богоматери Милосердия                              | О.Андрей Фёдоров   | Костёл Богоматери Милосердия                            |            |
| 5  | Жодино Приход Фатимской Богоматери                                 |                    | Костёл Фатимской Богоматери                             |            |
| 6  | Зембин Приход Успения Пресвятой Девы Марии                         |                    | Костел Успения Пресвятой Девы Марии                     |            |
| 7  | Крупки Приход св. Иосифа                                           | О.Виталий Стрыга   | Костел Святого Иосифа                                   |            |
| 8  | Марьина Горка Приход св. Антония                                   |                    | Костел Святого Антония Падуанского                      |            |
| 9  | Руденск Приход Божией Матери Шкапулярий и Св. Стефан               | О.Генрих Кучинский | Костел Святых апостолов Петра и Павла                   |            |
| 10 | Смолевичи Приход св. Валентина                                     | О.Сергей Матюшонок | Костел Святого Валентина                                |            |
| 11 | Смиловичи Приход Божией Матери Неустанной Помощи и Св. Александра  |                    | Костёл Божией Матери Неустанной Помощи и Св. Александра |            |
| 12 | Сутин Приход Богоматери Шкапулярий                                 |                    | Костел Святого Антония Падуанского                      |            |
| 13 | Холопеничи Приход Непорочного Сердца Марии и св. Йосафата Кунцевич |                    | Костёл Непорочного Сердца Марии и св. Йосафата Кунцевич |            |
| 14 | Червень Приход Воздвижение Святого Креста                          |                    | Костел Воздвижения Святого Креста                       |            |

### Вилейский деканат
Вилейский деканат — деканат Минско-Могилевской архидиоцеза Римско-католической церкви. Состоит из 18 приходов.
| №  | Населённый пункт / приход                                                        | Пастор / админ | Костёл                                          | Фотографий |
| -- | -------------------------------------------------------------------------------- | -------------- | ----------------------------------------------- | ---------- |
| 1  | Околово Приход св. Архангела Михаила                                             |                | Костёл Святого Михаила Архангела                |            |
| 2  | Октябрь (Хатавичи) Приход св. Доминика                                           |                | Костёл Святого Доминика                         |            |
| 3  | Октябрьский Приход Святой Троицы и Св. Христофа                                  |                | Костёл Святой Троицы и Св. Христофа             |            |
| 4  | Ольковичи Приход Посещения Пресвятой Девы Марии                                  |                | Костёл Посещения Пресвятой Девы Марии           |            |
| 5  | Вилейка Приход Воздвижения Святого Креста                                        |                | Костёл Воздвижения Святого Креста               |            |
| 6  | Вязынь Приход Рождества Пресвятой Девы Марии                                     |                | Костёл Рождества Пресвятой Девы Марии           |            |
| 7  | ДолгиновоПриход св. Станислава                                                   |                | Костёл Святого Станислава                       |            |
| 8  | КостеневичиПриход Непорочного Зачатия Пресвятой Марии                            |                | Костёл Непорочного Зачатия Пресвятой Марии      |            |
| 9  | Корень Приход Св. Антония                                                        |                | Костёл Святого Антония                          |            |
| 10 | Куренец Приход Непорочного Зачатия Пресвятой Девы Марии и Св. Максимилиан Кольбе |                | Костел Непорочного Зачатия Пресвятой Девы Марии |            |
| 11 | Илья Приход Святого Сердца Иисуса                                                |                | Костёл Святого Сердца Иисуса                    |            |
| 12 | Логойск Приход св. Казимира                                                      |                | Костёл Святого Казимира                         |            |
| 13 | Любань Приход Божьего Милосердия                                                 |                | Часовня Божьего Милосердия                      |            |
| 14 | Луковец (Батурина) Приход св. Петра и Павла                                      |                | Костёл Святых Петра и Павла                     |            |
| 15 | Нарочь Приход Богоматери Ангелов и св. Иоанна евангелиста                        |                | Костёл Богоматери Ангелов                       |            |
| 16 | Плещеницы Приход св. Анна                                                        |                | Костёл Святой Анны                              |            |
| 17 | Стешицы (Спас) Приход Преображения Господня                                      |                | Костёл Преображения Господня                    |            |
| 18 | Юрковичи Приход св. Иоанна Крестителя                                            |                | Костёл Святого Иоанна Крестителя                |            |

### Воложинский деканат
Воложинский деканат — деканат Минско-Могилевского архидиоцеза Римско-католической церкви. Состоит из 9 приходов.
| № | Город / приход                                               | Пастор / администратор | Костёл                                             | Фотография |
| - | ------------------------------------------------------------ | ---------------------- | -------------------------------------------------- | ---------- |
| 1 | Богданово Приход Святого Михаила Архангела                   |                        | Костёл Святого Михаила Архангела                   |            |
| 2 | Ивенец Приход Святого Михаила Архангела                      |                        | Костёл Святого Архангела Михаила                   |            |
| 3 | Ивенец Приход святого Алексия                                |                        | Костёл Святого Алексея                             |            |
| 4 | Камень Приход святых апостолов Петра и Павла                 |                        | Костёл Святых Апостолов Петра и Павла              |            |
| 5 | Першаи Приход Святого Георгия                                |                        | Костёл Святого Юрия                                |            |
| 6 | Раков Приход Пресвятой Богородицы Розария (святого Доминика) |                        | Костёл Пресвятой Девы Марии Розария (Св. Доминика) |            |
| 7 | Вишнево Приход Посещения Пресвятой Девы Марии                |                        | Костёл Посещения Пресвятой Девы Марии              |            |
| 8 | Воложин Приход Святого Иосифа                                |                        | Костёл Святого Иосифа                              |            |
| 9 | Забрезье Приход Пресвятой Троицы                             |                        | Костёл Пресвятой Троицы                            |            |

### Деканат Минск-Восток
Деканат Минск-Восток — деканат Минско-Могилевской архидиоцеза Римско-Католической церкви. Состоит из 13 приходов. Деканат был создан в 2013 году и является одним из двух деканатов, охватывающих Минск.
| №  | Город / приход                                                                        | Пастор / администратор | Костёл                                                             | Фотография |
| -- | ------------------------------------------------------------------------------------- | ---------------------- | ------------------------------------------------------------------ | ---------- |
| 1  | Боровляны Приход Пресвятой Матери Божьей помощницы христиан                           | О.Казимир Шиделко SDB  | Костел Матери Божьей помощницы верующих                            |            |
| 2  | Гатово Приход Святого Михаила Архангела                                               | О.Марьян Хаменя        | Костёл Святого Михаила Архангела                                   |            |
| 3  | Королищевичи Приход Святого Станислава мученика                                       |                        | Костёл Опеки Матери Божьей                                         |            |
| 4  | Минск Приход Божьего Тела                                                             |                        | Костёл Божьего Тела                                                |            |
| 5  | Минск ( Чижовка ) Приход Святого Духа                                                 |                        | Костёл Святого Духа                                                |            |
| 6  | Минск ( Лошица ) Приход Божьей Матери Розарий                                         |                        | Костел Божьей Матери Розарий                                       |            |
| 7  | Минск ( Серебрянка ) Приход Святого Иоанна Крестителя                                 | О.Александр Мятлицкий  | Костел Святого Иоанна Боско                                        |            |
| 8  | Минск ( Шабаны ) Приход Христа Спасителя и Рождества Пресвятой Девы Марии             |                        | Центр Святого Иосифа                                               |            |
| 9  | Минск ( Уручье 1 ) Приход Святого Апостола Андрея и Святого Леопольда Богдана Мандича |                        | Костёл Святого Андрея Апостола и Святого Леопольда Богдана Мандича |            |
| 10 | Минск ( Уручье 2 ) Приход Святого Франциска Ассизского                                |                        | Костёл Святого Франциска Ассизского                                |            |
| 11 | Сокол Приход Лоретанской Богоматери                                                   |                        | Костёл Божьей Матери Лоретанской                                   |            |
| 12 | Раубичи Приход святого Матвея                                                         |                        | Костёл Святого Матвея Апостола                                     |            |
| 13 | Синило Приход Богоматери Звезды Евангелизации                                         |                        | Костёл Божьей Матери Звезды Евангелизации                          |            |

### Деканат Минск-Запад
Деканат Минск-Запад — деканат Минско-Могилевской архидиоцеза Римско-Католической церкви. Состоит из 13 приходов. Деканат был создан в 2013 году и является одним из двух деканатов, охватывающих Минск.
| №  | Населённый пункт / приход                                                          | Пастор / админ         | Костёл                                                | Фотографий |
| -- | ---------------------------------------------------------------------------------- | ---------------------- | ----------------------------------------------------- | ---------- |
| 1  | Ждановичи Приход Божией Матери, Покровительницы Семьи                              |                        | Костёл Божией Матери Покровительницы Семьи            |            |
| 2  | Заславль Приход Рождества Пресвятой Девы Марии                                     |                        | Костёл Рождества Пресвятой Девы Марии                 |            |
| 3  | Минск Приход Святого Иоанна-Павла II                                               |                        |                                                       |            |
| 4  | Минск Приход Святого Луки Евангелиста                                              |                        |                                                       |            |
| 5  | Минск (архикафедра) Приход имени Пресвятой Девы Марий                              | О. Антоний Климантович | Собор Пресвятой Девы Марий                            |            |
| 6  | Минск (Кальвария) Приход Воздвижения Святого Креста                                | О. Андрей Сипович      | Костёл Воздвижения Святого Креста                     |            |
| 7  | Минск (Каменная горка) Приход Будславской иконы Божией Матери                      | О. Франциск Рудз       | Костёл Будславской иконы Божией Матери                |            |
| 8  | Минск (Кунцевщина- Масюковщина) Приход св. Иоанн Богослов и св. Максимилиан Кольбе | О. Олег Шпец           | Часовня Святых Иоанна Богослова и Максимилиана Кольбе |            |
| 9  | Минск (Малиновка) Приход св. Антония                                               | О. Сергей Пекачев      | Костёл Святого Антония Падуанского                    |            |
| 10 | Минск Приход Святой Троицы (Св. Роха) на Златом Горке                              | О. Георгий Санько      | Костёл Святой Троицы (Св. Роха) на Златом Горке       |            |
| 11 | Минск Приход св. Симон и св. Елена                                                 | О. Владислав Завальнюк | Костёл святых Симона и Елены                          |            |
| 12 | Минск Приход святых апостолов Петра и Павла и свв. Эжен де Мазено (Зеленый луг)    | О. Петр Белевич        | Часовня святого Михаила Архангела                     |            |
| 13 | Минск (Сухарево) — приход Непорочного Зачатия Пресвятой Девы Марии                 | О. Александр Шамрицкий | Часовня Непорочного Зачатия Пресвятой Девы Марии      |            |

### Могилевский деканат
Могилевский деканат — деканат Минско-Могилёвского архидиоцеза Римско-католической церкви. Состоит из 13 приходов.
| №  | Населённый пункт / приход                                    | Пастор / админ     | Костёл                                          | Фотографий |
| -- | ------------------------------------------------------------ | ------------------ | ----------------------------------------------- | ---------- |
| 1  | Белыничи Приход Пресвятой Девы Марии Белыничской             | О.Юзеф Сярпейка    | Костёл Пресвятой Девы Марии Белыничской         |            |
| 2  | Чаусы Приход Пресвятой Девы Марии, Матери Церкви             | О.Гжегож Ксёнжек   | Костёл Пресвятой Девы Марии                     |            |
| 3  | Чериков Приход Пресвятой Девы Марии                          |                    | Костёл Пресвятой Девы Марии                     |            |
| 4  | Фащевка Приход Посещения Пресвятой Девы Марии                |                    | Костёл Посещения Пресвятой Девы Марии           |            |
| 5  | Горки Приход Белыничской Божией Матери.                      | О.Андрей Кевлич    | Костёл Белыничской Божией Матери и святой Анны  |            |
| 6  | Костюковичи Приход Святой Троицы                             | О.Андрей Доланский | Костёл Святой Троицы                            |            |
| 7  | Княжицы Приход Воздвижения Святого Креста                    |                    | Костёл Святого Николая                          |            |
| 8  | Кричев Приход Непорочного Зачатия Пресвятой Девы Марии       |                    | Костёл Непорочного Зачатия Пресвятой Девы Марии |            |
| 9  | Могилев Приход Успения Пресвятой Девы Марии и Св. Станислава |                    | Собор Успения Девы Марии                        |            |
| 10 | Могилев Приход св. Антония                                   |                    | Костёл Святого Антония                          |            |
| 11 | Могилев Приход св. Казимир и св. Ядвига                      | О.Роман Шульц      | Костёл Святых Казимира и Ядвиги                 |            |
| 12 | Мстиславль Приход Успения Пресвятой Девы Марии               |                    | Костёл Вознесение Пресвятой Девы Марии          |            |
| 13 | Шклов Приход святых апостолов Петра и Павла                  |                    | Костёл святых апостолов Петра и Павла           |            |

### Молодечненский деканат
Молодечненский деканат — деканат Минско-Могилёвского архидиоцеза Римско-католической церкви. Состоит из 9 приходов.
| № | Населённый пункт / приход                                 | Пастор / админ                       | Костёл                          | Фотографий |
| - | --------------------------------------------------------- | ------------------------------------ | ------------------------------- | ---------- |
| 1 | Беница (Марково) Приход Святой Троицы и Св. Андрея Боболи |                                      | Костёл Пресвятой Троицы         |            |
| 2 | Березинское Приход Божьего Тело                           | о.Сергей Бараний                     | Костёл Божьего Тело             |            |
| 3 | Красное Приход Успения Пресвятой Девы Марии               |                                      | Костёл Вознесения Девы Марии    |            |
| 4 | Лебедево Приход Пресвятого Сердца Иисуса                  | о.Владимир Русак                     | Костёл Пресвятого Сердца Иисуса |            |
| 5 | Молодечно Приход св. Казимира                             | о.Анатолий Ярошка                    | Костёл св. отца Пио             |            |
| 6 | Молодечно Приход св. Иосифа                               | монсеньор Эдмунд Довгилович-Новицкий | Костёл св. Иосифа               |            |
| 7 | Полочаны Приход св. Роха                                  |                                      | Костёл св. Роха                 |            |
| 8 | Радошковичи Приход Святой Троицы                          |                                      | Костёл Святой Троицы            |            |
| 9 | Холхлово Приход Пресвятой Девы Марии                      | о.Андрей Доланский                   | Костёл Пресвятой Девы Марии     |            |

### Мядельский деканат
Мядельское деканат — деканат Минско-Могилевского архидиоцеза Римско-католической церкви. Состоит из 8 приходов. До 2013 года это был Будславский деканат с центром в Будславе.
| № | Населённый пункт / приход                       | Пастор / админ          | Костёл | Фотографий |
| - | ----------------------------------------------- | ----------------------- | --- | ---------- |
| 1 | Будслав Приход Вознесесия Пресвятой Девы Марии  | о. Виктор Бурлак        | Костёл Вознесения Пресвятой Девы Марии В состав прихода входит часовня Пресвятой Девы Марии в деревне Грибки. |            |
| 2 | Засвирь Приход Святой Троицы                    |                         | Костёл Святой Троицы                                                                                          |            |
| 3 | Константиново Приход Воскресения Девы Марии     |                         | Костёл Воскресения Девы Марии                                                                                 |            |
| 4 | Кривичи Приход св. апостола Андрея.             | о. Виктор Щучко         | Костёл святого апостола Андрея                                                                                |            |
| 5 | Мядель Приход Божьей Матери Скапулярия.         | о. Павел Лелито         | Костёл Божьей Матери Скапулярия                                                                               |            |
| 6 | Нарочь Приход св. апостола Андрея.              |                         | Костёл святого апостола Андрея                                                                                |            |
| 7 | Свирь Приход св. Николая                        | о. Богуслав Моджеевский | Костёл святого Николая                                                                                        |            |
| 8 | Шеметово Приход Божией Матери Неустанной Помощи |                         | Костёл Божией Матери Неустанной Помощи                                                                        |            |

### Несвижский деканат
Несвижский деканат — деканат Минско-Могилёвской архидиоцеза Римско-католической церкви. Состоит из 13 приходов.
| №  | Населённый пункт / приход                         | Пастор / админ     | Костёл                                                                                  | Фотографий |
| -- | ------------------------------------------------- | ------------------ | --------------------------------------------------------------------------------------- | ---------- |
| 1  | Вынищи Приход Рождества Иоанна Крестителя         |                    | Костёл Рождества Святого Иоанна Крестителя                                              |            |
| 2  | Городея Приход св. Иосифа                         |                    | Костёл Святого Иосифа                                                                   |            |
| 3  | Замостье Приход Св. Барбары                       |                    | Костёл Святой Барбары                                                                   |            |
| 4  | Копыль Приход святых апостолов Петра и Павла      |                    | Костёл святых апостолов Петра и Павла                                                   |            |
| 5  | Клецк Приход Святой Троицы                        |                    | Костёл Святой Троицы. К приходу приписан Костёл Воздвижения Святого Креста ( Нагорное ) |            |
| 6  | Леньки Приход Св. Анны (на кладбище св. Вацлав)   |                    | Костёл Святой Анны                                                                      |            |
| 7  | Любань Приход Богоматери Фатимской                | О. Собеслав Томала | Костёл Богоматери Фатимской.                                                            |            |
| 8  | Несвиж Приход Тела Христова                       |                    | Фарный костёл                                                                           |            |
| 9  | Солигорск Приход Св. Франциска                    | О. Собеслав Томала | Костёл Святого Франциска                                                                |            |
| 10 | Сейловичи Приход Святого сердца Иисуса            |                    | Костёл Пресвятого Сердца Иисуса                                                         |            |
| 11 | Слуцк Приход Св. Антония                          |                    | Костёл Святого Антония                                                                  |            |
| 12 | Снов Приход св. Иоанна Крестителя                 |                    | Костёл святого Иоанна Крестителя                                                        |            |
| 13 | Старые Дороги Приход Успения Пресвятой Девы Марии |                    | Костёл Успения Пресвятой Девы Марии                                                     |            |

### Столбцовский деканат
Столбцовский деканат — деканат Минско-Могилевского архидиоцеза Римско-католической церкви. Состоит из 10 приходов.
| №  | Населённый пункт / приход                              | Пастор / админ        | Костёл                                | Фотографий |
| -- | ------------------------------------------------------ | --------------------- | ------------------------------------- | ---------- |
| 1  | Волма Приход св. Иоанна Крестителя                     |                       | Костёл Святого Иоанна Крестителя.     |            |
| 2  | Деревная Приход Вознесения Пресвятой Девы Марий        |                       | Костёл Вознесения Девы Марий.         |            |
| 3  | Дзержинск Приход св. Анны                              |                       | Костёл Святой Анны                    |            |
| 4  | Налибоки Приход Успения Пресвятой Девы Марии           |                       | Костёл Успения Пресвятой Девы Марии   |            |
| 5  | Новый Свержень Приход святых апостолов Петра и Павла.  |                       | Костёл святых апостолов Петра и Павла |            |
| 6  | Рубежевичи Приход св. Иосифа                           | о.Владимир Каспаревич | Костёл Святого Иосифа                 |            |
| 7  | Столбцы Приход Святого Казимира.                       |                       | Костёл Святого Казимира               |            |
| 8  | Узда Приход Воздвижения Святого Креста.                |                       | Костёл Воздвижения Святого Креста.    |            |
| 9  | Фаниполь (Вязань) Приход Святого сердца Иисуса и Марии |                       | Костел Святого Сердца Иисуса          |            |
| 10 | Хотова Приход Святого сердца Иисуса                    |                       | Костел Святого Сердца Иисуса          |            |

## Гродненский диоцез

### Гродно-Запад
Гродно-Запад— деканат Гродненского диоцеза Римско-католической церкви. В его состав входят 14 приходов.
| №  | Город / приход                                                     | Пастор / администратор | Костёл | Фотография |
| -- | ------------------------------------------------------------------ | ---------------------- | --- | ---------- |
| 1  | Гродно Приход Пресвятой Девы Марии Остробрамской Матери Милосердия |                        | Костел Пресвятой Девы Марии Остробрамской Матери Милосердия                                                   |            |
| 2  | Гродно (Погораны-Кошевники) Приход Иоанна-Павла II                 |                        | |            |
| 3  | Гродно (Понемунь) Приход святейшего искупителя и всех святых       |                        | |            |
| 4  | Гродно (Ольшанка) Приход Святого Духа                              |                        | Костёл Святого Духа                                                                                           |            |
| 5  | Гродно Приход Божьей Матери Ангельской                             |                        | Костёл Девы Марии Ангельской и Францисканский монастырь                                                       |            |
| 6  | Гродно Приход Обретения Святого Креста                             |                        | Костёл Обретения Святого Креста и монастырь бернардинцев                                                      |            |
| 7  | Гродно Ректоральный костёл Благовещения Пресвятой Девы Марии       |                        | Костёл Благовещения Пресвятой Девы Марии и монастырь бригиток                                                 |            |
| 8  | Гродно (Южный) Приход Непорочного Зачатия Пресвятой Девы Марии     |                        | Костёл Непорочного Зачатия Пресвятой Богородицы                                                               |            |
| 9  | Гродно (Вишневец) Приход Божьего Милосердия                        |                        | Костел Божьего Милосердия                                                                                     |            |
| 10 | Гожа Приход святых апостолов Петра и Павла                         | О.Павел Шанчук         | Костёл Святых апостолов Петра и Павла                                                                         |            |
| 11 | Индура Приход Пресвятой Троицы                                     |                        | Костёл Пресвятой Троицы                                                                                       |            |
| 12 | Коптёвка Приход Вознесения Пресвятой Девы Марии                    |                        | Костёл Вознесения Пресвятой Девы Марии                                                                        |            |
| 13 | Квасовка Приход Непорочного Зачатия Пресвятой Девы Марии           |                        | Костёл Непорочного Зачатия Пресвятой Девы Марии в Квасовка К приходу приписана часовня в агрогородке Свислочь |            |
| 14 | Одельск Приход Вознесения Пресвятой Девы Марии                     |                        | Костёл Вознесения Пресвятой Девы Марии в Одельске. К приходу приписана часовня в Подлипки                     |            |

### Гродно-Восток
Гродно-Восток — деканат Гродненского диоцеза Римско-католической церкви. В его состав входят 15 приходов.
| №  | Населённый пункт / приход                                                    | Пастор / админ        | Костёл                                                                                         | Фотографий |
| -- | ---------------------------------------------------------------------------- | --------------------- | ---------------------------------------------------------------------------------------------- | ---------- |
| 1  | Обухово Приход Святого Михала Сопоцько                                       | О.Михал Василькевич   | Костёл?                                                                                        |            |
| 2  | Озёры Приход Христа Царя                                                     | О.Томаш Ксёнжкевич    | Костёл Христа Царя                                                                             |            |
| 3  | Вертелишки Приход Святой Семьи                                               | О.Евгений Борисюк     | Костёл Святой Семьи                                                                            |            |
| 4  | Гродно (Грандичи) Приход Святого Роха                                        | О.Виктор Веливис      | Костёл Святого Роха                                                                            |            |
| 5  | Гродно (Девятовка) приход Святого Спасителя                                  | О.Дмитрий Лобков CSsR | Костёл Святого Спасителя                                                                       |            |
| 6  | Гродно (Кафедра) Приход Святого Франциска Ксаверия                           | О.Ян Кучинский        | Костёл Святого Франциска Ксаверия (кафедральный собор)                                         |            |
| 7  | Гродно Приход Святого Иосифа                                                 | О.Ян Радюк            | Костёл Святого Иосифа                                                                          |            |
| 8  | Житомля Приход Непорочного Сердца Пресвятой Девы Марии                       | О.Томаш Ксёнжкевич    | Костёл Непорочного Сердца Пресвятой Девы Марии                                                 |            |
| 9  | Козловичи Приход Успения Пресвятой Девы Марии и Святого Андрея Боболи        | О.Евгений Борисюк     | Костёл Успения Пресвятой Девы Марии и Святого Андрея Боболи                                    |            |
| 10 | Кашубинцы Приход Непорочного Зачатия Пресвятой Девы Марии                    | О.Томаш Ксёнжкевич    | Костёл Непорочного Зачатия Пресвятой Девы Марии                                                |            |
| 11 | Новая Руда Приход Святого Юрия                                               | О.Андрей Шчупал, CSsR | Костёл Святого Юрия                                                                            |            |
| 12 | Привалки Приход Святого Иуда Фаддей                                          | О.Павел Шанчук        | Костёл Святого Иуда Фаддей                                                                     |            |
| 13 | Путришки Приход Святого Казимира                                             | О.Виктор Веливис      | Костёл Святого Казимира                                                                        |            |
| 14 | Поречье Приход Богородицы Неустанной Помощи                                  | О.Павел Урбан         | Костёл Богородицы Неустанной Помощи                                                            |            |
| 15 | Скидель Приход Вознесения Пресвятой Девы Марии и Святого Иосифа Ремесленника | О.Цезарий Мих         | Костёл Вознесения Девы Марии. К приходу относится костёл Святого Иосифа Ремесленника в Скиделе |            |

### Островецкий
Островецкий деканат — деканат Гродненского диоцеза Римско-католической церкви. В его состав входят 13 приходов.
| №  | Населённый пункт / приход                                    | Пастор / админ | Костёл                                                                            | Фотографий |
| -- | ------------------------------------------------------------ | -------------- | --------------------------------------------------------------------------------- | ---------- |
| 1  | Островец Приход Святых Космы и Демьяна                       |                | Костёл Святых Космы и Демьяна                                                     |            |
| 2  | Островец Приход Обретения Святого Креста                     |                | Костёл Обретения Святого Креста                                                   |            |
| 3  | Быстрица Приход Воздвижения Святого Креста                   |                | Костёл Воздвижения Святого Креста                                                 |            |
| 4  | Ворняны Приход Святого Юрия                                  |                | Костёл Святого ЮрияК приходу приписан костёл Святого Георгия в агрогородке Ворона |            |
| 5  | Большие Свирянки Приход Святого Юрия                         |                | Костёл Святого Юрия                                                               |            |
| 6  | Гервяты Приход Пресвятой Троицы                              |                | Костёл Пресвятой Троицы                                                           |            |
| 7  | Гудогай Приход Посещения Пресвятой Девы Марии                |                | Костёл Посещения Пресвятой Девы Марии                                             |            |
| 8  | Градовщина Приход Святого Андрея Боболи                      |                | Костёл Святого Андрея Боболи                                                      |            |
| 9  | Дайлидки Приход Опеки Пресвятой Девы Марии                   |                | Костёл Опеки Пресвятой Девы Марии                                                 |            |
| 10 | Жукойни Желядские Приход Пресвятой Девы Марии с Горы Кармель |                | Костёл Матери Божьей Шкаплерной                                                   |            |
| 11 | Клющаны Приход Святого Иоахима                               |                | Костёл Святого Иоахима                                                            |            |
| 12 | Кемелишки Приход Рождества Пресвятой Девы Марии              |                | Костёл Рождества Пресвятой Девы Марии                                             |            |
| 13 | Михалишки Приход Святого Михаила Архангела                   |                | Костёл Святого Михаила Архангела                                                  |            |

### Ошмянский
Ошмянский деканат — деканат Гродненского диоцеза Римско-католической церкви. В его состав входят 8 приходов.
| № | Населённый пункт / приход | Пастор / админ | Костёл                                            | Фотографий |
| - | --- | -------------- | ------------------------------------------------- | ---------- |
| 1 | Ошмяны Приход Святого Михаила Архангела. К приходу приписаны: - часовня Святой Анны в деревне Поляны. - часовня Пресвятой Девы Марии в деревне Городники. - Часовня на католическом кладбище (Ошмяны) |                | Костёл Святого Михаила Архангела                  |            |
| 2 | Онжадово Приход Святого Сердца Иисуса и Ангелов-Хранителей |                | Костёл Святого Сердца Иисуса и Ангелов-Хранителей |            |
| 3 | Боруны Приход святых апостолов Петра и Павла |                | Костёл святых апостолов Петра и Павла             |            |
| 4 | Гольшаны Приход Святого Иоанна Крестителя |                | Костёл Святого Иоанна Крестителя                  |            |
| 5 | Гравжишки Приход святых апостолов Петра и Павла |                | Костёл Святых апостолов Петра и Павла             |            |
| 6 | Жупраны Приход святых апостолов Петра и Павла |                | Костёл святых апостолов Петра и Павла             |            |
| 7 | Мурованая Ошмянка Приход имени Пресвятой Девы Марии |                | Костёл Пресвятой Девы Марии                       |            |
| 8 | Цуденишки Приход Святого апостола Иаков |                | Костёл Святого Якуба (Иакова)                     |            |

### Берестовицкий
Берестовицкий деканат — деканат Гродненского диоцеза Римско-католической церкви. В его состав входят 13 приходов.
| № | Населённый пункт / приход                                               | Пастор / админ | Костёл                                             | Фотографий |
| - | ----------------------------------------------------------------------- | -------------- | -------------------------------------------------- | ---------- |
| 1 | Большие Эйсмонты Приход Имя Пресвятой Девы Марии и святого Яна Непомука |                | Костёл Пресвятой Девы Марии и Святого Яна Непомука |            |
| 2 | Большая Берестовица Приход Преображения Господня                        |                | Костёл Преображения Господня                       |            |
| 3 | Заневичи Приход Пресвятого Сердца Иисуса и Святого Иосафата             |                | Костёл Пресвятого Сердца Иисуса и Святого Иосафата |            |
| 4 | Макаровцы Приход Воздвижения Святого Креста                             |                | Костёл Воздвижения Святого Креста                  |            |
| 5 | Малая Берестовица Приход Св. Антония из Падуи                           |                | Костёл Святого Антония Падуанского                 |            |
| 6 | Свислочь Приход Пресвятой Троицы и Святого Франциска Ассизского         |                | Костёл Святого Франциска Ассизского                |            |

### Ивьевский
Ивьевский деканат — деканат Гродненского диоцеза Римско-католической церкви. В его состав входят 10 приходов.
| №  | Населённый пункт / приход                    | Пастор / админ | Костёл                                | Фотографий |
| -- | -------------------------------------------- | -------------- | ------------------------------------- | ---------- |
| 1  | Бакшты Парафия Святого Губерта               |                | Костёл Святого Губерта                |            |
| 2  | Дуды Приход Рождества Пресвятой Девы Марии   |                | Костёл Рождества Пресвятой Девы Марии |            |
| 3  | Геранёны Приход Святого Николая              |                | Костёл Святого Николая                |            |
| 4  | Ивье Приход апостолов Петра и Павла          |                | Костёл Святых Петра и Павла           |            |
| 5  | Лаздуны 1 Приход Святых Симона и Иуды Фаддея |                | Костёл Святых Симона и Иуды Фаддея    |            |
| 6  | Липнишки Приход Святого Казимира             |                | Костёл Святого Казимира               |            |
| 7  | Субботники Приход Святого Владислава         |                | Костёл Святого Владислава             |            |
| 8  | Сурвилишки Приход Пресвятой Троицы           |                | Костёл Пресвятой Троицы               |            |
| 9  | Трабы Приход Рождества Пресвятой Девы Марии  |                | Костёл Рождества Пресвятой Девы Марии |            |
| 10 | Юратишки Приход Преображения Господня        |                | Костёл Преображения Господня          |            |

### Новогрудский
Новогрудский деканат — деканат Гродненского диоцеза Римско-католической церкви. В его состав входят 7 приходов.
| № | Населённый пункт / приход                       | Пастор / админ | Костёл                                 | Фотографий |
| - | ----------------------------------------------- | -------------- | -------------------------------------- | ---------- |
| 1 | Березовка Приход Сошествия Святого Духа         |                | Костёл Сошествия Святого Духа          |            |
| 2 | Кореличи Приход Божией Матери Неустанной Помощи |                | Костёл Божией Матери Неустанной Помощи |            |
| 3 | Мир Приход Святого Николая                      |                | Костёл Святого Николая                 |            |
| 4 | Воронча Приход Святой Анны                      |                | Костёл Святой Анны                     |            |
| 5 | Вселюб Приход Святого Казимира                  |                | Костёл Святого Казимира                |            |
| 6 | Новогрудок Приход Преображения Господня         |                | Костёл Преображения Господня           |            |
| 7 | Новогрудок Приход Святого Михаила Архангела     |                | Костёл Михаила Архангела               |            |

### Радунский
Радунский деканат — деканат Гродненского диоцеза Римско-католической церкви. В его состав входят 13 приходов.
| №  | Населённый пункт / приход                             | Пастор / админ | Костёл                                       | Фотографий |
| -- | ----------------------------------------------------- | -------------- | -------------------------------------------- | ---------- |
| 1  | Осова Приход Святого Юрия                             |                | Костёл Святого Юрия( Георгия)                |            |
| 2  | Бенякони Приход Святого Иоанна Крестителя             |                | Костёл Святого Иоанна Крестителя             |            |
| 3  | Воронова Приход Святых апостолов Симона и Иуды Фаддея |                | Костёл Святых апостолов Симона и Иуды Фаддея |            |
| 4  | Войдатишки Приход Святой Марии Магдалины              |                | Костёл Святой Марии Магдалины                |            |
| 5  | ГерманишкиПриход Пресвятой Троицы                     |                | Костёл Пресвятой Троицы                      |            |
| 6  | Дотишки Приход Божьего Милосердия                     |                | Костёл Божьего Милосердия                    |            |
| 7  | Заболоть Приход Пресвятой Троицы                      |                | Костёл Пресвятой Троицы                      |            |
| 8  | Жырмуны Приход Обретения Святого Креста               |                | Костёл Обретения Святого Креста              |            |
| 9  | Конвелишки Приход Пресвятого Сердца Иисуса            |                | Костёл Пресвятого Сердца Иисуса              |            |
| 10 | Нача Приход Вознесение Пресвятой Девы Марии           |                | Костёл Вознесение Пресвятой Девы Марии       |            |
| 11 | Пелеса Приход Святого Линуса                          |                | Костёл Святого Линуса                        |            |
| 12 | Радунь Приход Матери Божьей Розария                   |                | Костёл Девы Марии Розария                    |            |
| 13 | Трокели Приход Посещения Пресвятой Девы Марии         |                | Костёл Посещения Пресвятой Девы Марии        |            |

### Сопоцкинский
Сопоцкинский деканат — деканат Гродненского диоцеза Римско-католической церкви. В его состав входят 7 приходов.
| № | Населённый пункт / приход                                | Пастор / админ | Костёл                                                              | Фотографий |
| - | -------------------------------------------------------- | -------------- | ------------------------------------------------------------------- | ---------- |
| 1 | Адамовичи Приход Успения Пресвятой Девы Мари             |                | Костёл Вознесения Девы Марии                                        |            |
| 2 | Голынка Приход Воздвижения Святого Креста                |                | Костёл Воздвижения Святого Креста                                   |            |
| 3 | Заречанка Приход Рождества Пресвятой Девы Марии          |                | Костёл Рождества Пресвятой Девы Марии                               |            |
| 4 | Перстунь Приход Благовещения Пресвятой Девы Марии        |                | Костёл Благовещения Пресвятой Девы Марии                            |            |
| 5 | Сопоцкин (Теалин) Приход Вознесения Пресвятой Девы Марии |                | Костёл Вознесения Пресвятой Девы Марии и Святого Иосафата Кунцевича |            |
| 6 | Селивановцы Приход Преображения Господня                 |                | Костёл Преображения Господня                                        |            |
| 7 | Подлабенье Приход Божией Матери Розарий                  |                | Костёл Божией Матери Розарий                                        |            |

### Сморгонский
Сморгонский деканат — деканат Гродненского диоцеза Римско-католической церкви. В его состав входят 10 приходов.
| №  | Населённый пункт / приход                      | Пастор / админ        | Костёл                                                   | Фотографий |
| -- | ---------------------------------------------- | --------------------- | -------------------------------------------------------- | ---------- |
| 1  | Аславеняты Приход св. Иоанна Крестителя        | О.Евгений Учкуронис   | Костёл Преображения Господня и святого Иоанна Крестителя |            |
| 2  | Вишнево Приход св. Иуды Фаддея                 | О.Антоний Козловский  | Костёл Святого Фаддея                                    |            |
| 3  | Войстом Приход Пресвятой Троицы                | О.Владислав Сурвило   | Костёл Пресвятой Троицы                                  |            |
| 4  | Данюшево Приход Пресвятой Троицы.              | О.Владислав Сурвило   | Костёл Пресвятой Троицы                                  |            |
| 5  | Жодишки Приход Пресвятой Троицы                | О.Павел Гордейчик     | Костёл Пресвятой Троицы                                  |            |
| 6  | Крево Приход Преображения Господня             | О.Юрий Церабей        | Костёл Преображения Господня                             |            |
| 7  | Нестанишки Приход Божией Матери Доброго Совета | О.Павел Колесник      | Костёл Матери Божией Доброго Совета                      |            |
| 8  | Сморгонь Приход св. Михаила Архангела          | О.Олег Журавский SDB  | Костёл Святого Михаила Архангела                         |            |
| 9  | Сморгонь Приход св. Иоанна Павла II            | О.Евгений Учкуронис   | Костёл Иоанна Павла II                                   |            |
| 10 | Солы Приход Божией Матери Розария              | О.Леонард Станковский | Костёл Девы Марии Розария                                |            |

### Слонимский
Слонимский деканат — деканат Гродненского диоцеза Римско-католической церкви. В его состав входят 9 приходов.
| № | Населённый пункт / приход                              | Пастор / админ | Костёл                                          | Фотографий |
| - | ------------------------------------------------------ | -------------- | ----------------------------------------------- | ---------- |
| 1 | Альбертин (Слоним) Приход Матери Божьей Королевы Покоя |                | Костёл Матери Божьей Королевы Покоя             |            |
| 2 | Зельва Приход Пресвятой Троицы                         |                | Костёл Святой Троицы                            |            |
| 3 | Деречин Приход Вознесения Пресвятой Девы Марии         |                | Костёл Вознесения Пресвятой Девы Марии          |            |
| 4 | Луконица Приход Святого Михаила Архангела              |                | Костёл Святого Михаила                          |            |
| 5 | Мижеричи Приход Благовещения Пресвятой Деве Марии      |                | Костёл Благовещения Пресвятой Девы Марии        |            |
| 6 | Новодевятковичи Приход Святых апостолов Петра и Павла  |                | Костёл Святых апостолов Петра и Павла           |            |
| 7 | Селявичи Приход Святой Варвары                         |                | Костёл Святой Варвары                           |            |
| 8 | СлонимПриход Святого апостола Андрея                   |                | Костёл Святого Апостола Андрея                  |            |
| 9 | СлонимПриход Непорочного Зачатия Пресвятой Девы Марии  |                | Костёл Непорочного Зачатия Пресвятой Девы Марии |            |

### Щучинский
Щучинский деканат — деканат Гродненского диоцеза Римско-католической церкви. В его состав входят 13 приходов.
| №  | Населённый пункт / приход                                | Пастор / админ | Костёл                                 | Фотографий |
| -- | -------------------------------------------------------- | -------------- | -------------------------------------- | ---------- |
| 1  | Острино Приход Святой Терезы Младенца Иисуса             |                | Костёл Святой Терезы                   |            |
| 2  | Василишки Приход Святого Иоанна Крестителя               |                | Костёл Святого Иоанна Крестителя       |            |
| 3  | Демброво Приход Пресвятой Троицы                         |                | Костёл Пресвятой Троицы                |            |
| 4  | Желудок Приход Успения Пресвятой Девы Марии              |                | Костёл Вознесения Девы Марии           |            |
| 5  | Ищелно Приход Пресвятой Троицы                           |                | Костёл Пресвятой Троицы                |            |
| 6  | Каменка Приход Святого Антония Падуанского               |                | Костёл Святого Антония Падуанского     |            |
| 7  | Лядск Приход Святого епископа Станислава                 |                | Костёл Святого Станислава              |            |
| 8  | Новый Двор Приход Вознесения Пресвятой Девы Марии        |                | Костёл Вознесения Пресвятой Девы Марии |            |
| 9  | Першемайск (Собакинцы) Приход Воздвижения Святого Креста |                | Костёл Воздвижения Святого Креста      |            |
| 10 | Рожанка Приход Святых апостолов Петра и Павла            |                | Костёл Святых Петра и Павла            |            |
| 11 | Скрибовцы Приход Христа Царя                             |                | Часовня Христа Царя                    |            |
| 12 | Старые Василишки Приход Святых апостолов Петра и Павла   |                | Костёл Святых Петра и Павла            |            |
| 13 | Щучин Приход Св. Терезы от Иисуса (Авильской)            |                | Костёл Святой Терезы Авильской         |            |

## Витебский диоцез
Список приходов Витебского диоцеза

## Пинский диоцез
Список приходов Пинского диоцеза

## Источник
Минско-Могилевская архидиоцезия
Пинская диоцезия
Витебская диоцезия
Гродненская диоцезия
Католический портал Гродненского диоцеза